# Григорьевка (Самарская область)
Григорьевка — деревня в Безенчукском районе Самарской области России. Входит в состав сельского поселения Екатериновка.

## География
Деревня находится в юго-западной части Самарской области, в лесостепной зоне, на левом берегу реки Безенчук, на расстоянии примерно 5 километров (по прямой) к северо-северо-востоку (NNE) от посёлка городского типа Безенчук, административного центра района. Абсолютная высота — 30 метров над уровнем моря.
Климат
Климат характеризуется как умеренно континентальный засушливый, с жарким сухим летом и холодной малоснежной зимой. Среднегодовое количество осадков составляет 363 мм. Средняя температура января составляет −13,4 °С, июля — +21,4 °С.
Часовой пояс
Деревня Григорьевка, как и вся Самарская область, находится в часовой зоне МСК+1. Смещение применяемого времени относительно UTC составляет +4:00.

## Название
Деревня названа в честь графа Григория Григорьевича Орлова.

## История
Основано в 1771 году, на землях, принадлежавших братьям Орловым. 
Иван Григорьевич Орлов, по поручению братьев, управляющий их неразделённым Самарским имением, сразу стал переселять своих крепостных на луговую сторону Волги. Вновь создаваемые сёла и деревни были названы в честь братьев Орловых (с. Екатериновка, Александровка, Владимировка, Фёдоровка, Григорьевка, Алексеевка).
В 1770-х годах в деревню Григорьевку были переселены крестьяне из села Богородское Винновка тож (ныне Винновка) «ста двенадцати душ».
В 1780 году, при создании Симбирского наместничества, сельцо Григорьевка из Сызранского уезда вошло в Самарский уезд.
В «Списке населенных мест Российской империи» 1868 года издания (по сведениям 1859 года) населённый пункт упомянут как удельная деревня Самарского уезда (1-го стана) при реке Безенчуге. В деревне насчитывалось 72 двора и проживало 611 человек (295 мужчин и 316 женщин). Имелась православная часовня.

## Население
| 2010 | 2012 | 2013 | 2014 | 2015 | 2016 |
| ---- | ---- | ---- | ---- | ---- | ---- |
| 0    | →0   | →0   | →0   | →0   | →0   |

## Улицы
Уличная сеть села состоит из девяти улиц и трёх переулков.